# Geißenklösterle
Ne doit pas être confondu avec la Cave à la Chèvre, un autre site préhistorique.
La Geißenklösterle, ou Geissenklösterle (littéralement cloître des chèvres), est un abri (ou « semi-grotte ») formé de roches karstiques. L'abri sous roche est situé à Weiler, dans la ville de Blaubeuren au sein de la vallée de l'Ach (affluent de la Blau), dans le  Bade-Wurtemberg, en Allemagne. L'entrée de la cavité préhistorique s'ouvre sur un flanc du massif de Bruckfels, une formation rocheuse du Jura souabe moyen,,.
L'occupation de la caverne débute à la fin du Paléolithique moyen. L'abri sous roche est ensuite utilisé de la période aurignacienne jusqu'au Mésolithique, puis durant l'âge du fer et enfin le Moyen Âge,. L'existence de la grotte est connue depuis la seconde moitié des années 1950, puis fouillée au début des années 1970. L'un des artefacts mis au jour au sein de la cavité préhistorique est une sculpture votive, un adorant, façonnée en demi-relief représentant une créature mi-humaine mi-animale. L'objet, fabriqué à partir d'ivoire de défense de mammouth, mesure 3,4 cm de haut pour 1,4 de large. Cette pièce d'art préhistorique est datée d'environ 30 000 ans av. J.-C..
En 2017, la Geißenklösterle a été inscrite par l'UNESCO avec cinq autres grottes du Jura souabe sur la liste du patrimoine mondial de l'humanité sous l'intitulé « Grottes et art de la période glaciaire dans le Jura souabe »,.

## Situation et topographie

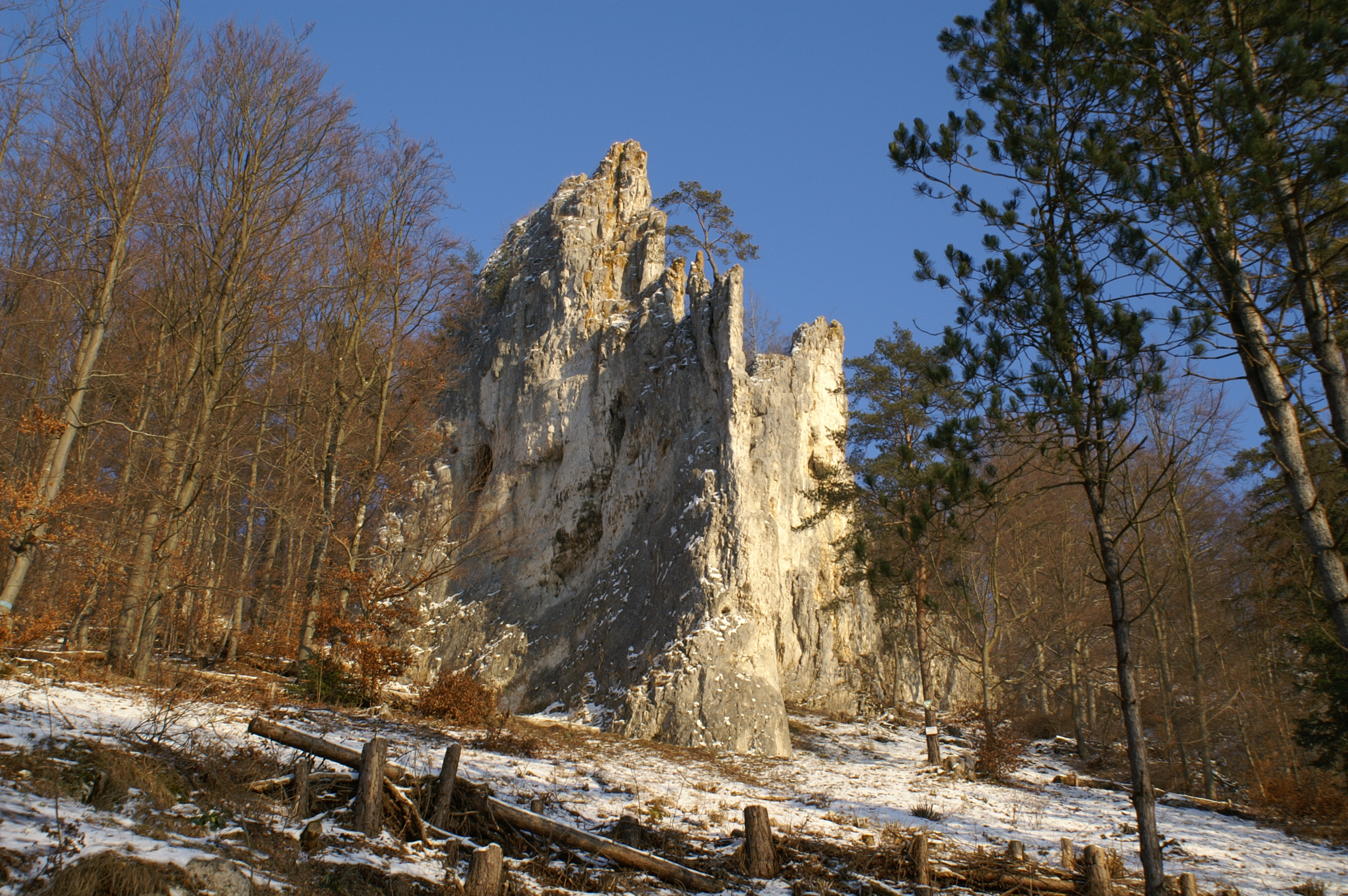
Le massif de Bruckfels, où s'ouvre la Geißenklösterle.

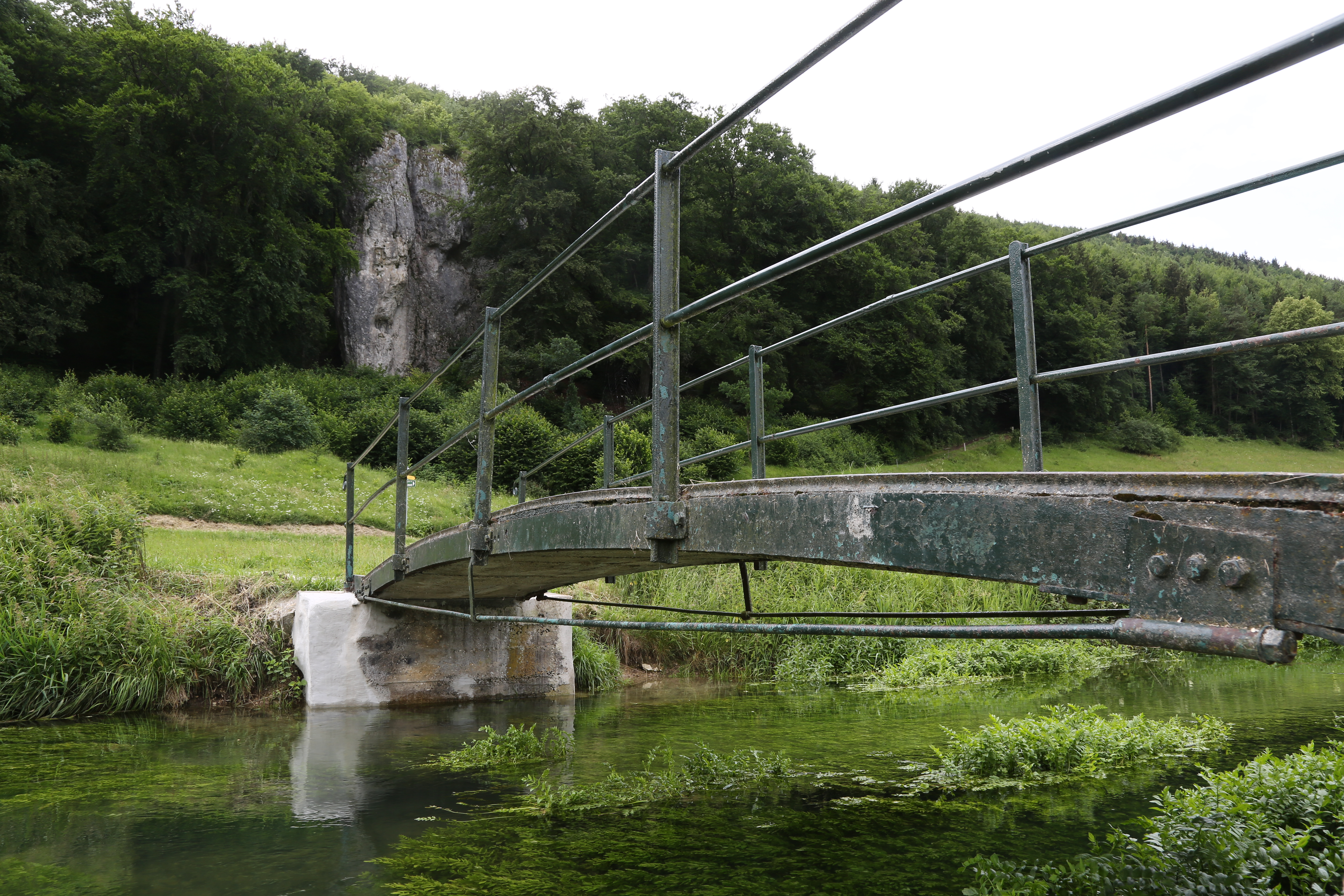
Le cours de l'Ach.

L'abri sous roche se trouve dans le quartier de Weiler (de), à Blaubeuren, ville
de l'arrondissement d'Alb-Danube, dans le Bade-Wurtemberg,,,,,. La cavité préhistorique est distante de 1,3 km du centre-bourg de Weiler et 3,3 km du centre-ville de Blaubeuren via une route forestière,.
La Geißenklösterle est située dans le massif de Bruckfels, une formation rocheuse faisant partie du Jura souabe moyen,,,. La semi-grotte s'élève à une altitude de 580 m et elle est établie à une hauteur de 60 m au-dessus du talweg de la vallée de l'Ach (de),,,, affluent de la Blau,.
L'abri sous roche fait partie de l'« élément 1 » du bien patrimonial Grottes et l’art de la période glaciaire dans le Jura souabe, la vallée de l'Ach. Cet élément recouvre une superficie de 271,7 ha, pour 766,8 ha de zone tampon,,. Cette zone s'étend sur 3 km et comprend une partie du fond et des versants de la vallée. Le territoire de se prolonge l'« élément 1 » jusqu'à la limite du plateau avoisinant. Relativement large, la dépression formée par le lit de l'Ach présente une largeur allant jusqu'à 500 m. Ses versants atteignent jusqu'à 130 m de dénivelé. Les paysages qui composent le fond de la vallée de l'Ach affectent un caractère rural, comprenant des fermes et des pentes constituées de massifs forestiers. La Geißenklösterle, la cavité la plus au nord faisant partie de l'« élément 1 », est établi à 2 km de l'Hohle Fels.
La semi-grotte est accessible par un chemin pédestre d'une longueur de 400 m, un sentier qui aboutit à une aire de stationnement, la Linde-Plarkplatz, puis via la Bruckfelsstraße, une voie automobile qui mène à la route B 492 Blaubeuren-Weiler,,,,.

## Géologie, karstologie, paléoclimatologie et sédimentologie
La grotte et la vallée de l'Ach s'inscrivent au sein du Jura souabe. Les roches de ce massif, de nature calcaire, ont été formées au début du Jurassique inférieur, il y a environ 200 Ma. Entre 12 et 2,6 Ma, les roches du Jura souabe ont été soumises à d'importants phénomènes d'érosion. C'est à cette époque que la vallée de la Lone a acquis sa configuration actuelle. Entre 1,8 Ma et environ 800 000 années (période du Calabrien) les eaux du bassin du Danube se sont élevées pour atteindre jusqu'à près de 80 m au-dessus de leur niveau actuel, inondant ainsi les dépressions creusées au sein du Jura souabe. Ce phénomène a induit un drainage d'alluvions, lesquelles se sont déposées sous forme de couches sédimentaires. Aux environs de 300 000 années AP, les eaux du bassin danubien ont effectué un retrait,,,.

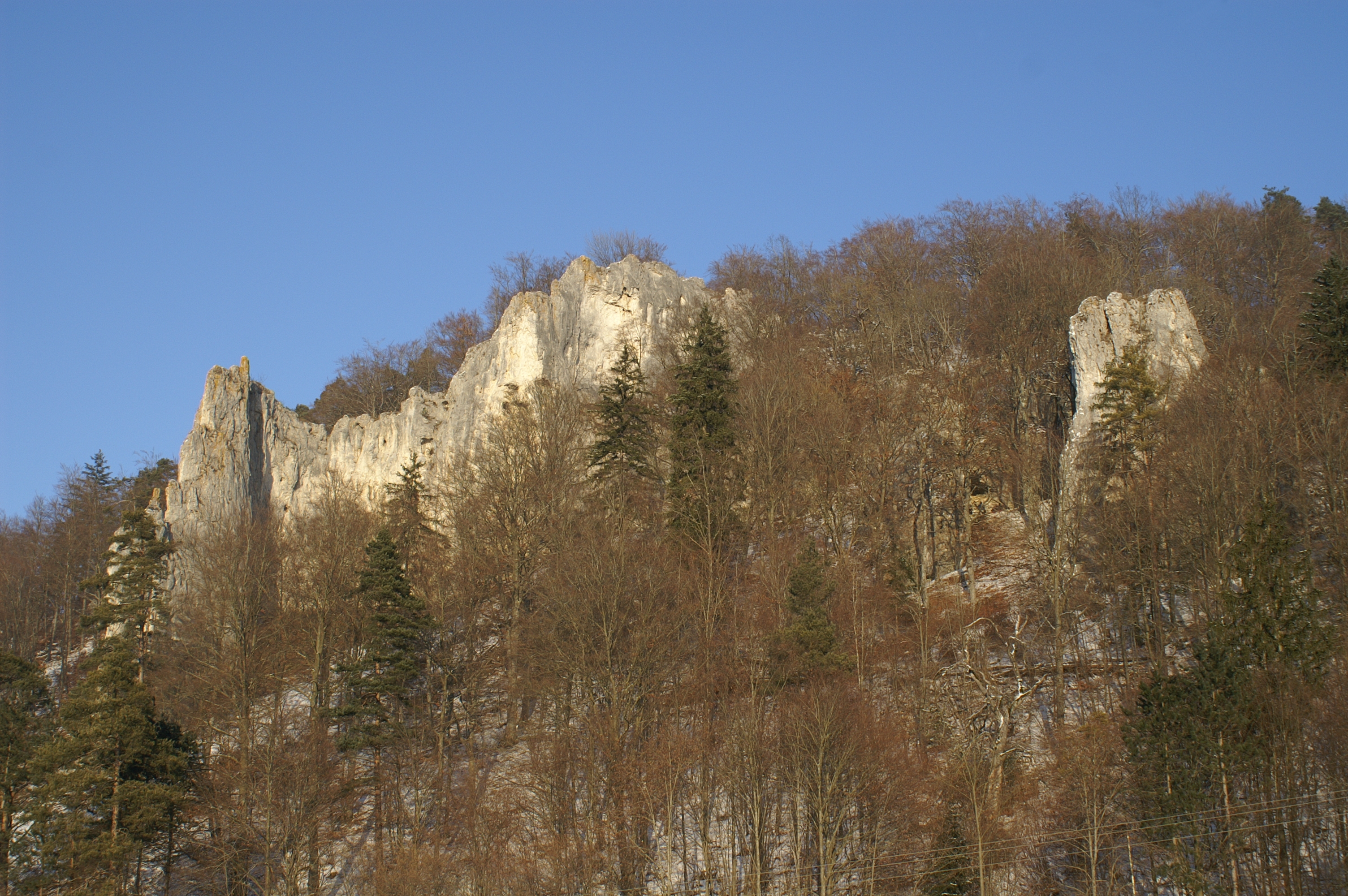
La Geißenklösterle dans le massif de Bruckfels.

Le processus de formation de la Geißenklösterle s'est effectué sur une longue période. Les trois dernières étapes de ce processus correspondent aux deux dernières ères glaciaires et à leur période interglaciaire. La première phase s'est réalisée au cours de la glaciation de Riss (Pléistocène moyen) ; la seconde phase durant l'interglaciaire de Riss-Würm ; et la dernière troisième phase pendant la glaciation de Würm (époque géologique du Pléistocène supérieur).
Les formations karstiques du Jura souabe marquent une continuité avec celles du Jura franconien. Dans les vallées du Jura souabe, les premiers phénomènes de karstification apparaissent au Paléogène, entre 66 et 23,03 Ma AP, voire au Crétacé supérieur, entre 100,5 Ma et 66,0 Ma. Avec la surrection, mais également avec l'activité volcanique du Hegau, la montée du massif souabe se poursuit et s'amplifie au cours du Pliocène (entre environ 5,33 Ma et 2,58 Ma AP),.
La formation de la semi-grotte de Geißenklösterle résulte d'un processus d'érosion et de dissolution hydrochimique de roches calcaires par infiltration d'eaux de pluie à caractère acide creusant ainsi une galerie souterraine au sein d'un environnement géologique devenu karstique. Après l'exsurgence des eaux souterraines, ce complexe géomorphologique creusé dans la roche a été asséché, devenant ainsi une cavité naturelle. Au point de jonction de la cavité avec la dépression fluviale de l'Ach, par mécanismes de taille et d'érosion de la roche, des ouvertures se sont créées, formant ainsi l'entrée de la grotte,,,. Les roches de la semi-grotte ont été parfois soumises à de fortes altérations diagénétiques.
À l'instar d'autres cavités du Jura souabe, la Geißenklösterle est constituée d'un ensemble de strates désigné par les termes Obere Felsenkalke. Cette formation lithostratigraphique, une sous-unité du « Jurassique blanc (en) », d'une épaisseur allant de 20 à 30 m, est apparue au cours de la période du Kimméridgien, vers la fin du Paléolithique moyen,,,,. L'Obere Felsenkalke est caractérisé par un faciès géologique appelé Schwammfaziès (ou Korallenriff- und Stotzenfazies), un type de roche principalement composé de calcaire massif,,. Par ailleurs, ce faciès géologique contient des spongiaires fossilisés. Des analyses sédimentologiques réalisées à la fin des années 1990 et début des années 2000 ont permis de mettre en évidence des traces de foraminifères benthiques provenant de l'océan Atlantique nord. Une très probable variation de la concentration en 14C durant la période aurignacienne résulte de la présence de ces organismes protistes, mais également de celle de varves.
Lors de son excavation, l'abri sous-roche a délivré un matériel de dépôts sédimentaires épais de 2,5 m ou 2,3 m selon les estimations. Cet ensemble est composé de vingt couches stratigraphiques. Deux principaux processus ont participé à la formation des dépôts sédimentaires de la Geißenklösterle : d'une part la gélivation de sa voûte et de ses parois ; d'autre part l'alluvionnement d'éléments allochtones survenant au cours des différentes phases de karstification.
Les matériaux sédimentaires les plus anciens qui ont été excavés datent de plus de 300 000 ans, entre 36 000 et 23 000 A.P. — glaciation de Riss, Pléistocène moyen,. Le matériel sédimentaire le plus ancien s'est constitué durant une « séquence paléoclimatologique » subdivisées en 5 phases climatiques distinctes. Cette séquence paléoclimatologique de la Geissenklösterle présente des caractéristiques comparables voire similaires à d'autres séquences mise en évidence dans la région naturelle du Harz ou encore dans le sud-ouest de la France. Le matériel sédimentaire le plus récent s'est constitué durant une seconde séquence également subdivisée en 5 phases climatiques.

## Caractéristiques et description

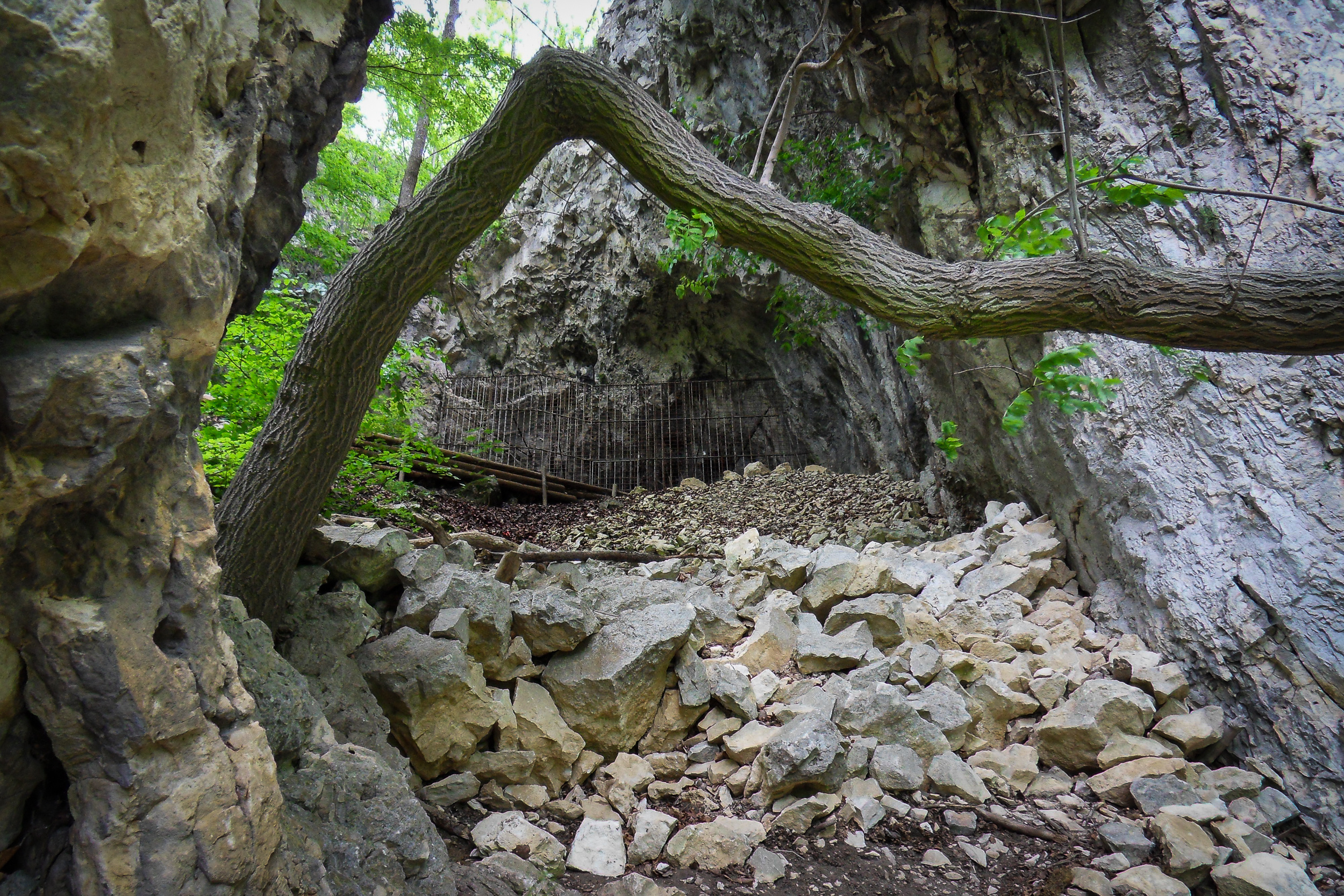
Entrée de la semi-grotte.

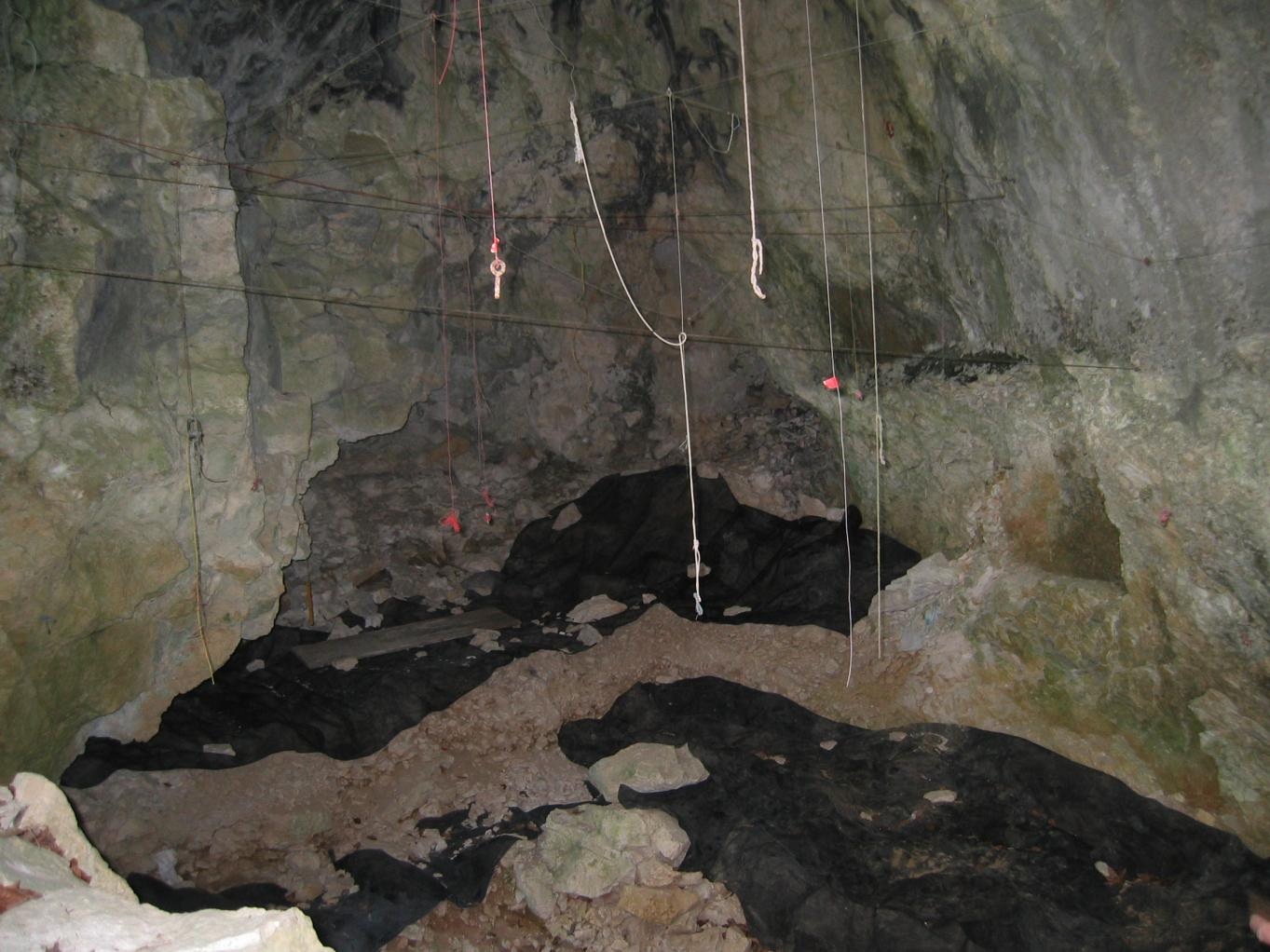
Intérieur de l'abri sous roche.

La Geißenklösterle est de type abri sous roche, ou « semi-grotte »,,. La cavité préhistorique, orientée selon un axe selon nord-sud, se développe sur une longueur totale de 22 m. La semi-grotte est munie d'une entrée située au sud-ouest.
Cette ouverture mesure 4 m de large pour une hauteur de 5 m. Un couloir de 8 m de long sur 4 m de large mène à la chambre principale. Une cheminée, mesurant environ 4 m, se déploie à l’aplomb de la chambre principale. Une galerie se trouve adjacente à la salle principale. Elle s'étend sur une longueur de 6 m pour une largeur comprise entre quatre et un mètre. En outre, la voûte de cette galerie atteint une hauteur maximale de 3 m et s'abaisse, à son extrémité, à une hauteur comprise entre 1,5 et 0,8 m.
La voûte de la cavité s'élève à une hauteur moyenne de 3 m. Ce plafond, constitué lors de la formation de la grotte, s'est en grande partie effondré,.
L'excavation de la grotte a permis de creuser un passage de 10 m. Le reste de la Geißenklösterle est comblé par des couches sédimentaires constituées de limons d'environ 3 m d'épaisseur. L'instrumentum de la cavité, partiellement mis au jour, été retrouvé dans un dépôt sédimentaire épais de 2,5 m.

## Toponymie
Le toponyme de la cavité, Geißenklösterle (cloître des chèvres), est composé des termes Geißen, mot dérivé de Ziegen (chèvres) et de -Kloster (cloître, monastère),. Le nom de la semi-grotte serait issue d'une expression datant du Moyen Âge, un lieu abrité où les chèvres et les ânes étaient parqués. L'élément toponymique cloître fait référence à une sorte de corniche formée autour de la semi-grotte. Cette corniche, relativement large, est taillée à flanc de falaise. D'autre part, la Geißenklösterle aurait probablement servi comme abri pour parquer les chèvres. Le toponyme de la cavité préhistorique pourrait être également lié à une ancienne église gothique en ruine située dans le massif des Bruckfels.

## Historique

### Découverte et fouilles

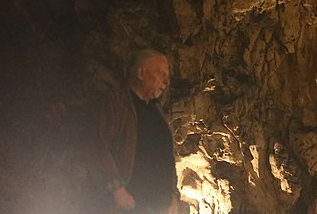
Le préhistorien Rainer Blumentritt, découvreur de la Geißenklösterle en 1957.

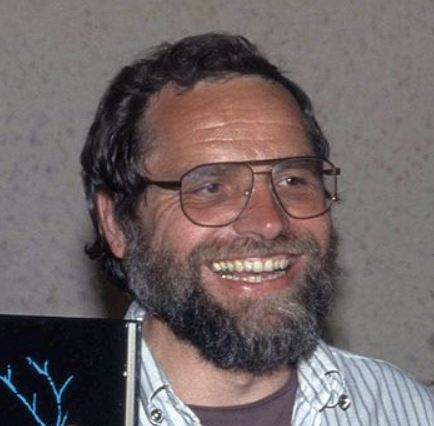
Joachim Hahn, préhistorien ayant conduit les fouilles de la cavité de 1974 à 1991.

La grotte est découverte fortuitement en 1957 par les préhistoriens Rainer Blumentritt et Gustav Riek alors qu'ils conduisent une campagne de fouilles aux côtés de sur le site de la Brillenhöhle (de),,,,. Durant sa mise au jour, la Geißenklösterle livre des artefacts datés du Moustérien et du Mésolithique. Riek revient sur le site de la cavité préhistorique en 1963. Le préhistorien et son équipe opère alors un sondage.
La cavité préhistorique fait à nouveau l'objet d'investigations à partir de la première moitié des années 1970, en 1973 par Eberhard Wagner. Une troisième campagne de fouilles est menée, entre 1974 et 1991 par l'archéologue et paléo-préhistorien Joachim Hahn,,,.
À la mort de J. Hahn, Nicholas J. Conard reprend les investigations archéogiques du site préhistorique,,,. Une campagne de fouilles conduite en 1989 et 1990 permet à Hahn de retrouvé un artefact osseux fabriqué dans de la défense de Mammouth.
Dans les années 2000 et 2010, la caverne de Geißenklösterle fait à nouveau l'objet d'une campagne de fouilles. Ces travaux sont menés sous la direction de l'archéologue Nicholas J. Conard,,. Actuellement, sur les six cavernes inscrites au patrimoine mondial de l'humanité en 2017, seule le site préhistorique de Geißenklösterle est soumise à un programme d'investigations archéologiques.
Les investigations archéologiques entreprises durant les années 1970, 1980 et 1990, puis 2000 et 2010, ont été pratiquées dans un espace dégagé et situé latéralement à la voûte. Un couloir, obstrué par des sédiments et contiguë à cet espace a été découvert mais non-encore fouillé. Les chercheurs estiment que ce couloir, n'ayant pas encore été exploré et fouillé, contiendrait une importante quantité de gisements parfaitement conservés dans leur état d'origine. Ces éléments archéologiques seraient attribuables à une période s'échelonnant entre le Paléolithique moyen (en particulier culture du Moustérien) et le Mésolithique.

### Patrimoine mondial de l'humanité, archéoparc et mise en valeur du site

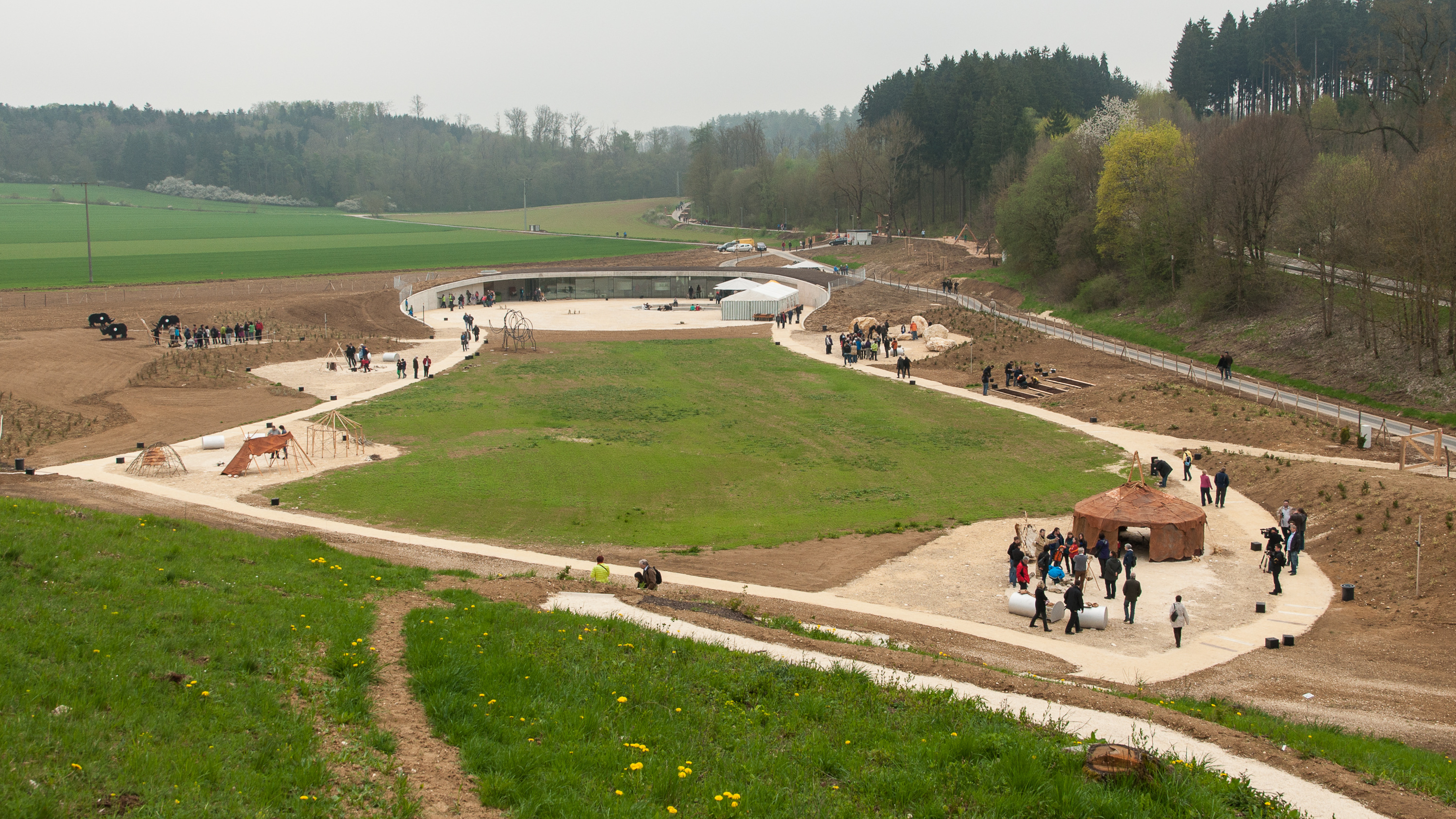
Vue d'ensemble de l'archéoparc de Vogelherd, parc archéologique d'information et de conservation du bien patrimonial.

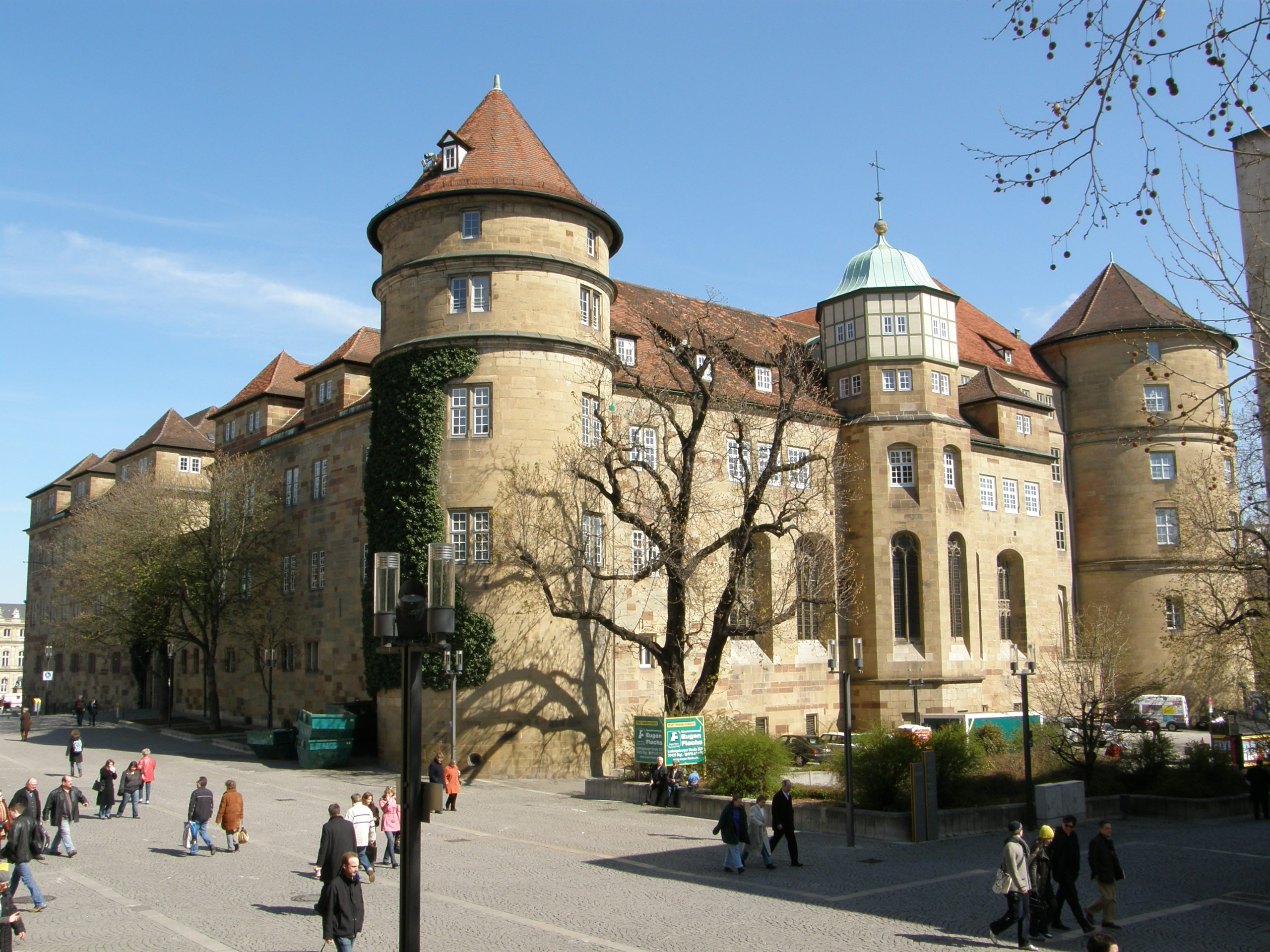
Le Landesmuseum Württemberg, à Stuttgart, musée où sont conservées des pièces retrouvées dans l'abri sous roche.

Un projet de candidature de plusieurs sites préhistoriques du Jura souabe et des objets d'art qui leur sont associés est initié en 2009. Au début des années 2010, un examen et une sélection sont réalisés par un groupe de travail délégué au monuments historiques du Baden-Württemberg, la semi-grotte de Geißenklösterle, ainsi que les pièces d'art mobilier qu'elle a livré appartiennent à un ensemble intitulé « Grottes et art de la période glaciaire dans le Jura souabe » et sont inscrits au patrimoine mondial de l'humanité par l'UNESCO en 2017.
Au mois de juillet 2017 de la même année, afin de protéger l'abri sous roche, l'entrée de la Geißenklösterle est cloisonnée par une grille en acier munie d'une porte.
La plupart des objets d'art préhistorique retrouvées dans l'abri sous roche — l'adorant, une figurine représentant un mammouth, une statuette représentant un ours, une figurine représentant un bison, un fragment d'un instrument à cordes — sont conservées et exposées au Landesmuseum Württemberg, à Stuttgart,,,,,. La Flûte tubulaire est, quant à elle, abritée au musée de Préhistoire de Blaubeuren.

## Stratigraphie
L'abri sous roche présente une séquence stratigraphique s'échelonnant entre environ 50 000 et 10 000 ans AP.
La stratigraphie de l'abri sous roche est composée de 13 niveaux archéologiques. Sept d'entre eux ont été identifiés comme appartenant à l'Aurignacien. Ces sept niveaux sont regroupés en deux ensembles archéostratigraphiques, l'« ensemble III » et l'« ensemble II ». L'ensemble III, dans un premier temps considéré comme étant le seul horizon daté de l'Aurignacien ancien, a été ultérieurement associé à l'ensemble II, également attribué pour cette période. Toutefois, bien que les horizons III et II correspondent à une même période, les deux ensembles présentent des caractéristiques distinctes, notamment par le mode d'occupation de l'abri sous roche. L'ensemble III est caractérisé par la production de pièces lithiques et osseuses tandis que l'ensemble II atteste d'« activités centrées sur la consommation » d'éléments bruts ou transformés ayant été importés au sein de la semi-grotte. À cet effet, Nicolas Teyssandier souligne que la « Geissenklösterle constitue la séquence de référence de l'Aurignacien ancien en Europe centrale ». En outre, l'horizon II se distingue de l'horizon III par la présence de pointes de flèche à base fendue et de pièces d'art mobilier,. L'horizon III diffère également de l'horizon II par sa faible quantité de pièces confectionnées à partir d'ossements animaux.
L'analyse du mobilier lithique recueilli lors des fouilles des années 1970-1980, montrent que la stratigraphie de la semi-grotte a subi une forte perturbation post-dépositionnelle. Deux éléments technologiques ont conduit les archéologues Joachim Hahn Linda R. Owen à ce résultat : d'une part la présence de pointes retouchées aux niveaux aurignaciens et gravettiens, et d'autre part l'analyse des productions laminaires mise en évidence au sein de ces mêmes niveaux stratigraphiques.
| Étage stratigraphique                   | Horizon culturel - Période       | Datation                                              |
| --------------------------------------- | -------------------------------- | ----------------------------------------------------- |
| Étages stratigraphiques AH VI à AH IV   | Moustérien (Paléolithique moyen) | Entre 300 000 et 200 000 années jusqu'à 40 000 années |
| Étages stratigraphiques AH II et AH III | Aurignacien                      | De 40 000 à 31 000 années                             |
| Étages stratigraphiques AH Ic à AH Ip   | Gravettien                       | De 30 500 à 22 000 années                             |
| Étage stratigraphique AH Io             | Magdalénien                      | De 18 000 à 12 000 ans av. J.-C.                      |
| Étage stratigraphique AH In             | Mésolithique                     | De 9 600 à 4 500 ans av. J.-C.                        |

## Horizon des cultures archéologiques

### Gravettien
Les niveaux gravettiens de la semi-grotte comportent un total de 4 113 pièces façonnées dont 593 outils d'une longueur supérieure à 1 cm — soit une proportion de 14,4 % du gisement. L'ensemble des artefacts façonnés du Gravettien pèsent plus de 11,1 kg. À cet ensemble s'ajoute 85 nuclei dont le poids total s'élève à environ 8,5 kg.
Le gisement des 593 pièces façonnées mesurant plus d'un centimètre de long comprend 41 pointes à cran retouchées ; 97 micro-lames retouchées ; 14 artefacts tronqués ; 15 lames et petites lames « à dos simple » ; 14 fléchettes ; 22 perçoirs dont sept simples et quinze avec une retouche latérale ; une lame à retouche bilatérale ; une pointe de flèche à forme triangulaire — type d'armature de projectile, comparable à une pointe Font-Robert, en forme de feuille et munie d'un pédoncule qui permet de l'empenner, — ; 60 éclats dont 13 issus d'une pièce retouchée ; 17 burins sur cassure ; 18 burins sur troncature ; 14 burins à coupe diédrale ; deux burins carénés ; deux burins à forme polyédrique ; 7 grattoirs ; 167 éclats à retouche latérale, représentant 28,2 % du corpus ; 6 lames sur troncature ; deux pseudo-burins du Raysse ; et un couteau de type Kostienki,,,.

## Objets d'art préhistorique découverts dans l'abri sous roche
La plupart des pièces mises au jour au sein de la grotte de Geißenklösterle sont datées entre 39 000 et 33 000 ans av. J.-C. (culture aurignacienne).
Le mobilier découvert se compose notamment de petites statuettes zoomorphes, de pendentifs, de trois flûtes, le tout fabriqués dans le l'ivoire de mammouth, ou confectionné à partir de dent animale et d'os de taxon aviaire. La flûte la mieux conservée a été façonnée à partir d'un radius d'un spécimen de cygne, probablement celui d'un Cygne chanteur,.
L'un des artefacts mis en évidence au sein de la cavité est une sculpture votive en demi-relief représentant une créature mi-humaine mi-animale. L'objet, fabriqué à partir d'ivoire de défense de mammouth, mesure 3,4 cm de haut pour 1.4 de large. Cet artefact à destination votive est daté d'environ 30 000 ans av. J.-C.à destination votive. D'autres objets ont également été retrouvés, notamment une figurine représentant un bison et mesurant 2,5 cm de long sur 1,4 cm de haut. Des témoignages d'art rupestre ont été également mis en évidence lors des fouilles de la semi-grotte. La cavité souterraine, à l'instar de la grotte de Hohle Fels, a délivré des galets en calcaire peints datés de l'Aurignacien supérieur.

Objets d'art découverts dans la Geißenklösterle
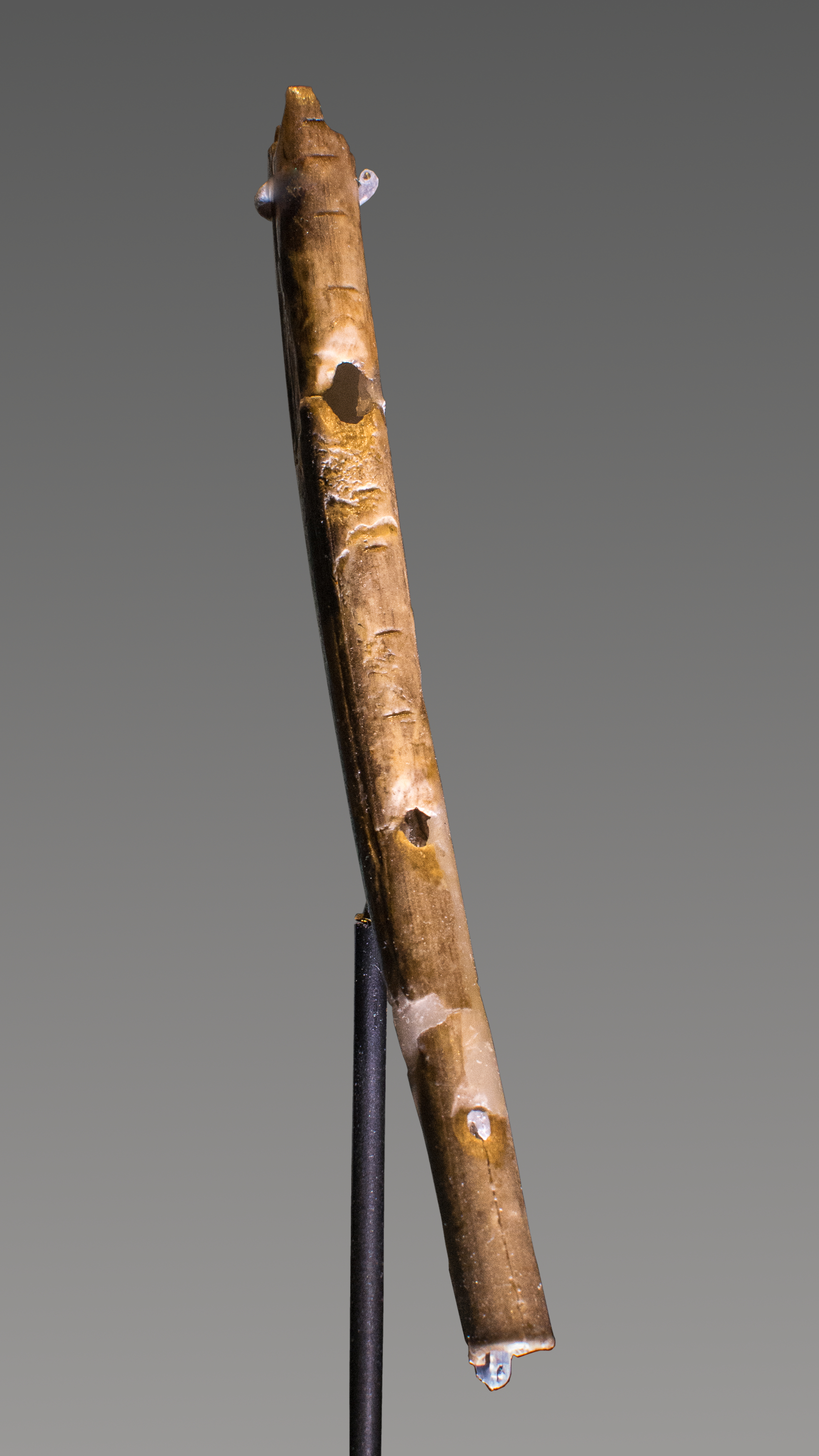
Flûte de type tubulaire.
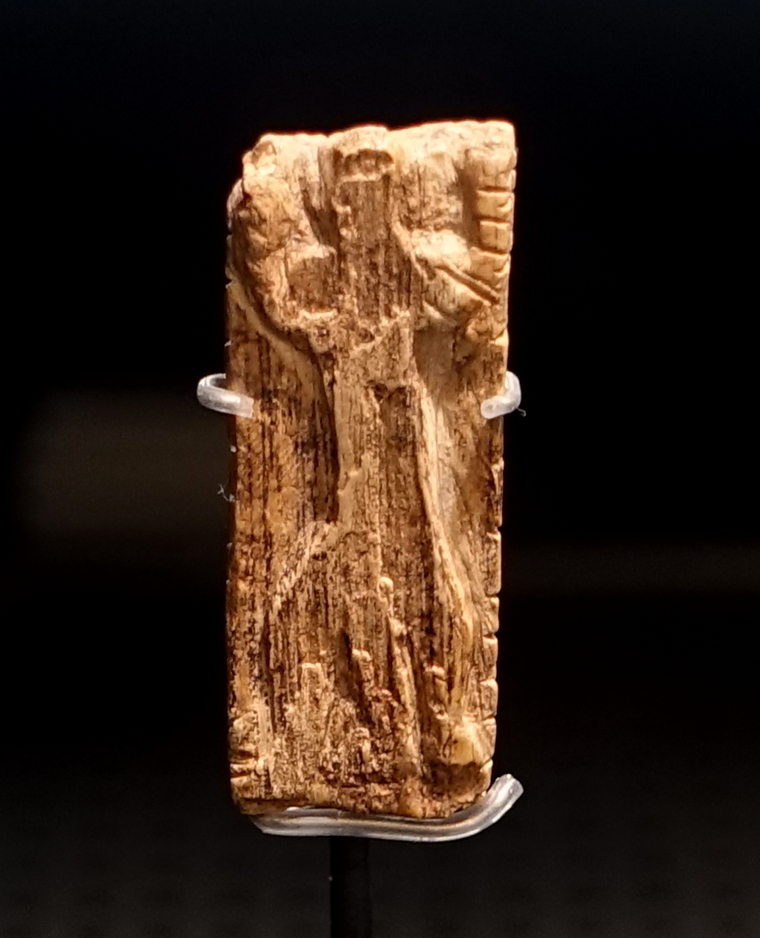
Demi-relief en ivoire de mammouth représentant un Adorant.
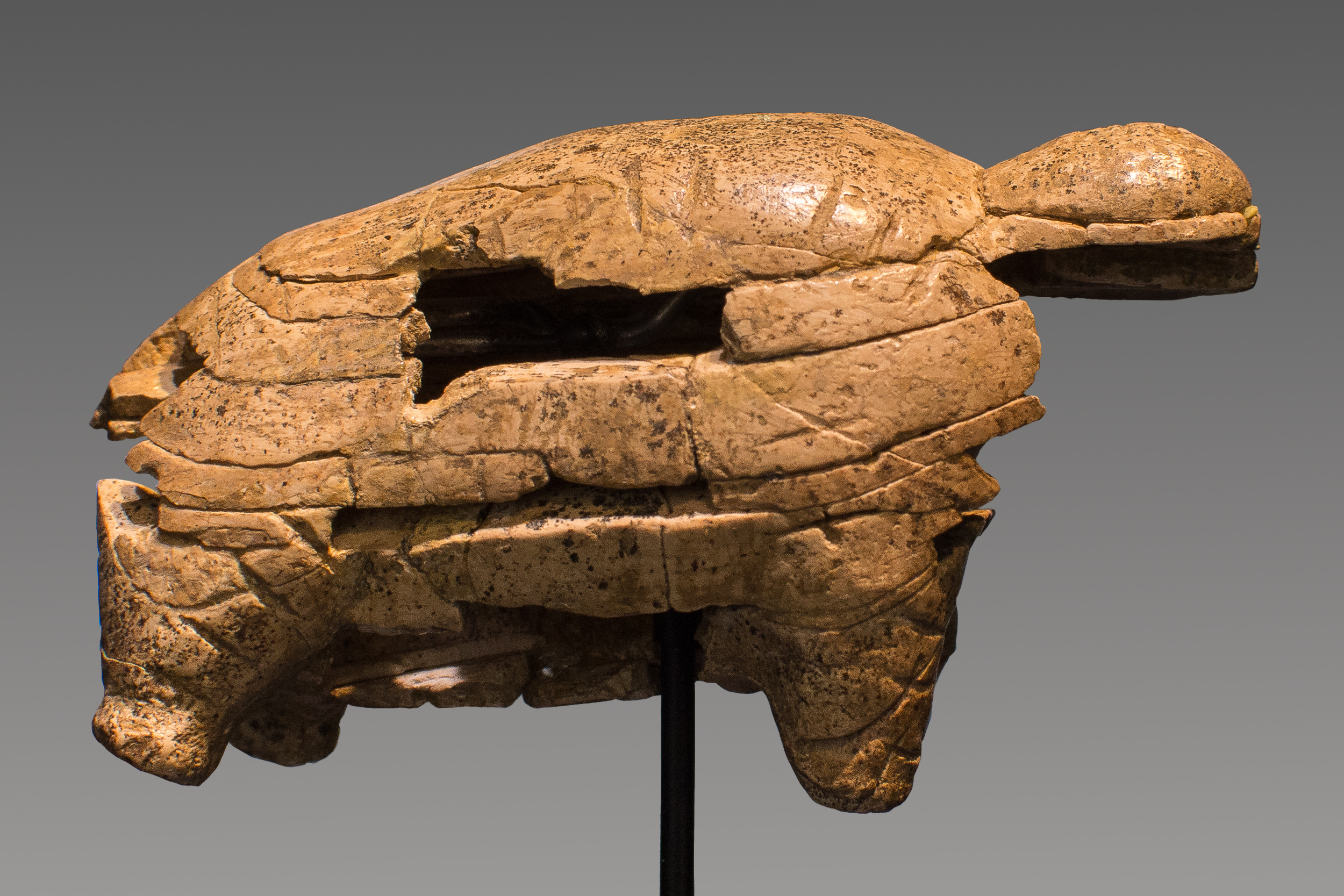
Figurine représentant un mammouth.
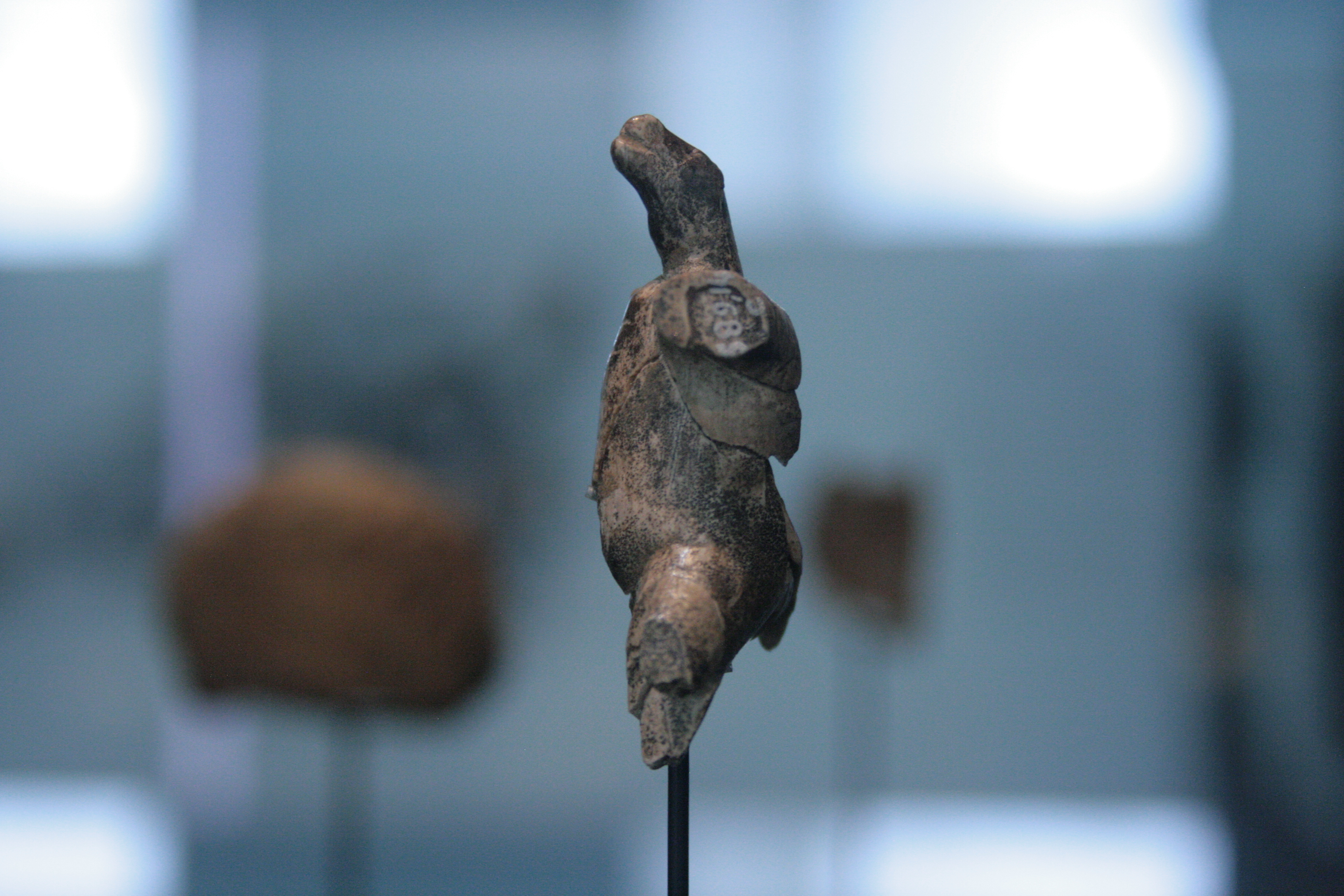
Figurine représentant un ours.
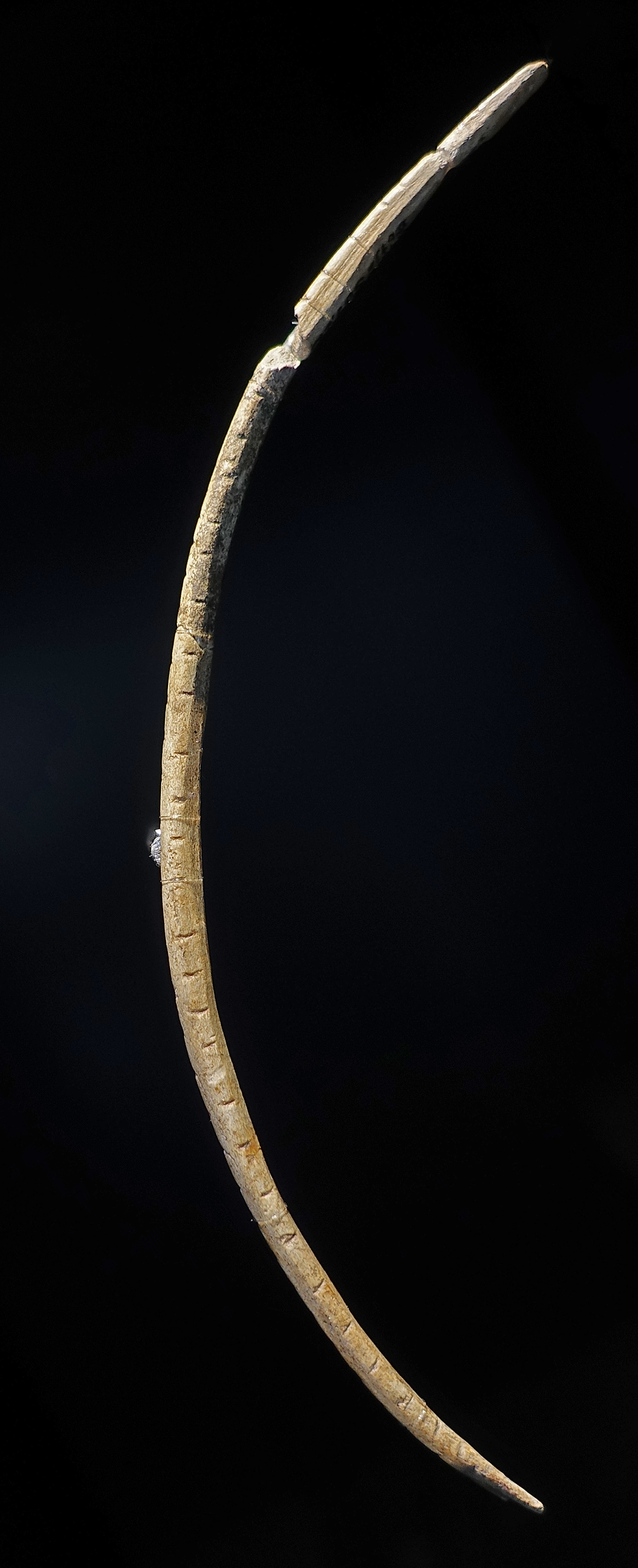
Possible arc musical aurignacien. [réf. souhaitée]

## Assemblage faunique

### Gravettien
| Nom binominal du taxon | Nom vernaculaire | Type d'os      | Numéro d'inventaire | Modification(s) faite(s) sur l'os | Datation au 14 par accélérateur spectrométrique de masse | Niveau stratigraphique | Faciès culturel (ou période) |
| Lepus europaeus        | Lièvre           | pelvis         | OxA-5157            | -                                 | 24 360 ± 380                                             | Ip                     | Gravettien                   |
| Rangifer tarandus      | Renne            | phalange       | OxA-4855            | -                                 | 27 000 ± 550                                             | Ir                     | Gravettien                   |
| Equus caballus         | Cheval           | côte           | OxA-4857            | marques de coupe                  | 27 500 ± 550                                             | Ir                     | Gravettien                   |
| Equus caballus         | Cheval           | radius         | OxA-4856            | -                                 | 30 950 ± 800                                             | Ir                     | Gravettien                   |
| Equus caballus         | Cheval           | fémur          | OxA-5227            | -                                 | 28 050 ± 550                                             | Is                     | Gravettien                   |
| Rangifer tarandus      | Renne            | tibia          | OxA-5226            | impactes                          | 26 540 ± 460                                             | It                     | Gravettien                   |
| Mammuthus              | Mammouth         | côte           | OxA-5228            | marques de coupe                  | 27 950 ± 550                                             | It                     | Gravettien                   |
| Mammuthus              | Mammouth         | côte           | OxA-5229            | -                                 | 28 500 ± 550                                             | It                     | Gravettien                   |
| Rangifer tarandus      | Renne            | phalange       | OxA-4592            | -                                 | 29 200 ± 460                                             | It                     | Gravettien                   |
| Indéterminé            | Indéterminé      | Indéterminé    | OxA-4593            | -                                 | 29 200 ± 500                                             | It                     | Gravettien                   |
| Cervus elaphus         | Cerf élaphe      | bois           | OxA-5706            | -                                 | 29 220 ± 500                                             | Ia                     | Gravettien                   |
| Rangifer tarandus      | Renne            | os métacarpien | OxA-5161            | impactes                          | 30 300 ± 750                                             | Ic                     | Gravettien                   |
| ---------------------- | ---------------- | -------------- | ------------------- | --------------------------------- | -------------------------------------------------------- | ---------------------- | ---------------------------- |

### Aurignacien récent
| Nom binominal du taxon           | Nom vernaculaire     | Type d'os                                 | Numéro d'inventaire | Modification(s) faite(s) sur l'os | Datation au 14 par accélérateur spectrométrique de masse | Niveau stratigraphique | Faciès culturel (ou période) |
| non-spécifié                     | non-spécifié         | échantillon de plusieurs pièces osseuses  | H-4147-3346         | -                                 | 30 625 ± 796                                             | IIa                    | Aurignacien récent           |
| Equus caballus                   | Cheval               | scapula                                   | OxA-5707            | marques de coupe et impactes      | 33 200 ± 800                                             | IIa                    | Aurignacien récent           |
| Lepus                            | Lièvre               | tibia                                     | OxA-5160            | -                                 | 33 700 ± 1100                                            | IIa                    | Aurignacien récent           |
| Rangifer tarandus (possiblement) | Renne (possiblement) | humérus                                   | OxA-4594            | -                                 | 36 800 ± 1000                                            | IIa                    | Aurignacien récent           |
| Mammuthus                        | Mammouth             | côte                                      | KIA 8960            | impactes                          | 29 800 ± 240                                             | IIb                    | Aurignacien récent           |
| non-déterminé                    | non-déterminé        | non-déterminé                             | Pta-2361            | os carbonisé                      | 31 070 ± 750                                             | IIb                    | Aurignacien récent           |
| Equus caballus                   | Cheval               | humérus                                   | KIA 8958            | impacte                           | 31 870 ± 260/250                                         | IIb                    | Aurignacien récent           |
| non-déterminé                    | non-déterminé        | non-déterminé                             | Pta-2270            | os carbonisé                      | 31 870 ± 1000                                            | IIb                    | Aurignacien récent           |
| Mammuthus                        | Mammouth             | crâne                                     | OxA-5708            | -                                 | 32 300 ± 700                                             | IIb                    | Aurignacien récent           |
| non-déterminé                    | non-déterminé        | non-déterminé                             | Pta-2116            | os carbonisé                      | 32 680 ± 470                                             | IIb                    | Aurignacien récent           |
| Lepus                            | Lièvre               | pelvis                                    | OxA-5162            | -                                 | 33 200 ± 1100                                            | IIb                    | Aurignacien récent           |
| non-spécifié                     | non-spécifié         | échantillon de plusieurs fragments osseux | H 4751-4404         | -                                 | 33 700 ± 825                                             | IIb                    | Aurignacien récent           |
| -------------------------------- | -------------------- | ----------------------------------------- | ------------------- | --------------------------------- | -------------------------------------------------------- | ---------------------- | ---------------------------- |

### Aurignacien ancien
| Nom binominal du taxon                                       | Nom vernaculaire    | Type d'os    | Numéro d'inventaire | Modification(s) faite(s) sur l'os | Datation au 14 par accélérateur spectrométrique de masse | Niveau stratigraphique                                                      | Faciès culturel (ou période)                                |
| Rangifer tarandus                                            | Renne               | tibia        | OxA-6256            | impacte                           | 30 100 ± 550                                             | III                                                                         | Aurignacien ancien                                          |
| non-spécifié                                                 | non-spécifié        | os long      | KIA 8963            | impacte                           | 31 180 ± 270/260                                         | III                                                                         | Aurignacien ancien                                          |
| non-spécifié (échantillon d'ossements de plusieurs espèces)  | non-spécifié        | non-spécifié | H 5316-4909         | -                                 | 36 540 ± 570                                             | III                                                                         | Aurignacien ancien                                          |
| Capra ibex                                                   | Bouquetin des Alpes | mandibule    | OxA-5163            | -                                 | 37 300 ± 800                                             | III                                                                         | Aurignacien ancien                                          |
| Equus caballus                                               | Cheval              | fémur        | OxA-4595            | -                                 | 40 200 ± 600                                             | III                                                                         | Aurignacien ancien                                          |
| Rangifer tarandus                                            | Renne               | métatarse    | OxA-6229            | -                                 | 30 300 ± 550                                             | IIIa                                                                        | Aurignacien ancien                                          |
| OxA-6628 IIIa reindeer metatarsal 30 450550Rangifer tarandus | Renne               | métatarse    | OxA-6628            | -                                 | 30 450 ± 550                                             | IIIa                                                                        | Aurignacien ancien                                          |
| non-spécifié                                                 | non-spécifié        | non-spécifié | ETH-8268            | -                                 | 33 100 ± 680                                             | IIIa                                                                        | Aurignacien ancien                                          |
| Rangifer tarandus                                            | Renne               | métatarse    | OxA-5705            | -                                 | 33 150 ± 1000                                            | IIIa                                                                        | Aurignacien ancien                                          |
| non-spécifié                                                 | non-spécifié        | non-spécifié | ETH-8269            | -                                 | 33 500 ± 640                                             | IIIa                                                                        | Aurignacien ancien                                          |
| Rhinocerotidae                                               | rhinocéros          | humérus      | OxA-6255            | -                                 | 32 900 ± 850                                             | IIIa                                                                        | Aurignacien ancien                                          |
| Rangifer tarandus                                            | Renne               | tibia        | KIA 13075           | impacte                           | 34 330 ± 310/300                                         | IIIa                                                                        | Aurignacien ancien                                          |
| Rangifer tarandus                                            | Renne               | tibia        | KIA 13074           | impacte                           | 34 800 ± 290/280                                         | IIIa                                                                        | Aurignacien ancien                                          |
| non-spécifié                                                 | non-spécifié        | non-spécifié | ETH-8267            | -                                 | 37 800 ± 1050                                            | IIIa                                                                        | Aurignacien ancien                                          |
| non-spécifié                                                 | non-spécifié        | côte         | KIA 8962            | impacte                           | 28 640 ± 380/360                                         | IIIb                                                                        | Aurignacien ancien                                          |
| Rangifer tarandus                                            | Renne               | humérus      | KIA 8961            | fracture                          | 33 210 ± 330/290                                         | IIIb                                                                        | Aurignacien ancien                                          |
| Rangifer tarandus                                            | Renne               | tibia        | KIA 13076           | impacte et marques de coupe       | 34 080 ± 300/290                                         | IIIb                                                                        | Aurignacien ancien                                          |
| non-spécifié                                                 | non-spécifié        | fémur        | KIA 8959            | fracture                          | 34 220 ± 310/300                                         | IIIb                                                                        | Aurignacien ancien                                          |
| Capreolus capreolus                                          | Chevreuil           | métacarpe    | KIA 16032           | impacte                           | 36 560 ± 410/390                                         | IIIb                                                                        | Aurignacien ancien                                          |
| Capra ibex                                                   | Bouquetin des Alpes | tibia        | OxA-6077 GH 17      | marques de coupe                  | 32 050 ± 600                                             | Niveau stratigraphique « Stérile (en) » Absence d'éléments anthropologiques | Pas de culture associée Absence d'éléments anthropologiques |
| Cervus elaphus                                               | Cerf élaphe         | tibia        | OxA-6076            | -                                 | 33 600 ± 1900                                            | IV                                                                          | Paléolithique moyen                                         |
| ------------------------------------------------------------ | ------------------- | ------------ | ------------------- | --------------------------------- | -------------------------------------------------------- | --------------------------------------------------------------------------- | ----------------------------------------------------------- |